# 彭富春
彭富春（1963年—），湖北仙桃人，汉族，武汉大学哲学教授，中华人民共和国政治人物、第十一届全国人民代表大会湖北地区代表。
毕业于德国奥斯纳布吕克大学哲学专业。加入民革。担任湖北省美学学会会长。2008年起担任全国人大代表。